# Mesosmittia mina
Mesosmittia mina är en tvåvingeart som beskrevs av Ole Anton Saether 1985. Mesosmittia mina ingår i släktet Mesosmittia och familjen fjädermyggor. Inga underarter finns listade i Catalogue of Life.